# Zivanna Letisha Siregar
Zivanna Letisha Siregar née le 16 février 1989 à Jakarta, est une mannequin indonésienne qui a remporté le titre de Puteri Indonesia en 2008. Elle représente l'Indonésie au concours de Miss Univers 2009 à Nassau, Bahamas,,.